# Gino Piccinini
Gino Piccinini (Ortona, 10 dicembre 1913 – ...) è stato un calciatore italiano, di ruolo centrocampista.

## Carriera

### Giocatore
Ha giocato nell'Aquila ed in Serie B nel Pescara, società con cui nella stagione 1940-1941 ha vinto un campionato di Serie C.

### Allenatore
Nella stagione 1948-1949 ha allenato il Pescara in Serie B.

## Palmarès

### Giocatore

#### Competizioni nazionali
- Serie C: 1

Pescara: 1940-1941